# Miguel Arnaudas Larrodé
Miguel Arnaudas Larrodé (Alagó, província de Saragossa, 29 de novembre de 1869 - Saragossa, 5 de febrer de 1936) fou compositor, organista i mestre de capella. Escriví repertori eclesiàstic, una Teoria de solfeo (1907), un Tratado de música para escuelas normales (1911), i edità dues obres de caràcter folklòric: Colección de cantos populares de la provincia de Teruel (1928) i La Jota, origen, forma musical i ejecución (1934).
Va ser mestre de capella de la Seu de Saragossa. Format amb Hilario Prádano i Antonio Félix Lozano González, va estudiar, piano, harmonia, composició i orgue, disciplina amb la qual va ser primer organista de El Pilar per passar després a la Catedral de Salamanca. El 1896 va obtenir per oposició la plaça de mestre de capella de la Seu de Saragossa, treball que exercirà fins al seu traspàs. La seva activitat professional es va completar com a professor a l'Escola de Música de Saragossa, de la qual va ser també director.
Els seus treballs com a compositor estan basats en el folklore aragonès: misses, motets i nadales. A més, va realitzar una profunda recopilació de música aragonesa tradicional, publicant una obra sobre la jota aragonesa i un Cançoner de la província de Terol, ordenat per partits judicials i pobles, i dins d'aquests per estils, publicat el 1927 i va ser el primer de les tres províncies. La seva tasca com a educador es va reflectir en l'edició d'obres educatives sobre teoria musical.
La Facultat d'Educació de la Universitat de Saragossa compta amb un Cor que porta el seu nom, així com l'Escola Municipal de Música d'Alagó.

## Obres
- Religioses: Dues Misses (veus, amb orquestra i orgue); Lamentacions de Dimecres Sant; Ofertori (orquestra); motets, nadales, himnes...[2]
- Banda: Visca Aragó! (Pasdoble sobre temes de folklore aragonès).[2]
- Teòriques: Teoria del Solfeig (amb Ramon Borobia Cetina, 1907); Tractat de Música per a Escoles Normals (en col·laboració amb M. Soler, 1911); Cançoner de la província de Terol (1928); La jota; origen, forma musical i execució (1934).[2]
- Es conserven obres impreses al fons musical SEO.[3]